# Vogtland

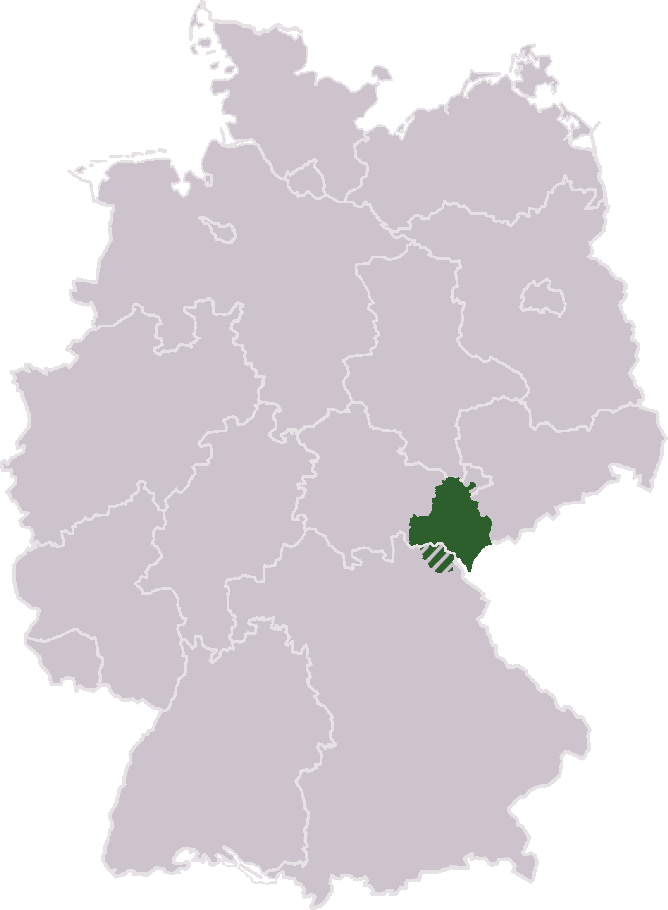
Ligging van het Vogtland in Duitsland

Het Vogtland is een regio in de Duitse deelstaten Saksen, Thüringen en Beieren en de Tsjechische regio Karlsbad. De naam refereert eraan dat de regio op grond van een beschikking door Keizer Frederik I Barbarossa uit het jaar  1180 bestuurd werd door de adellijke landvoogden van Weida, Gera en Plauen. In het gebied was de Heerlijkheid Elsterberg een semi-autonome enclave van de Heren van Lobdeburg.

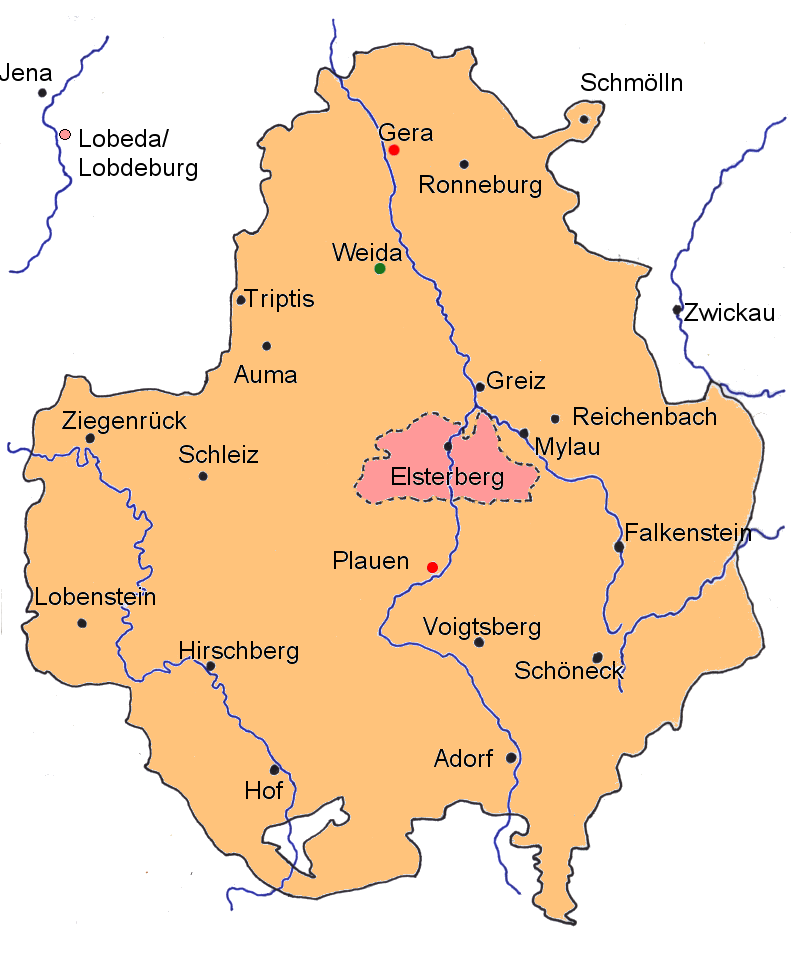
Kaart geografie Vogtland in 1350

## Geografie

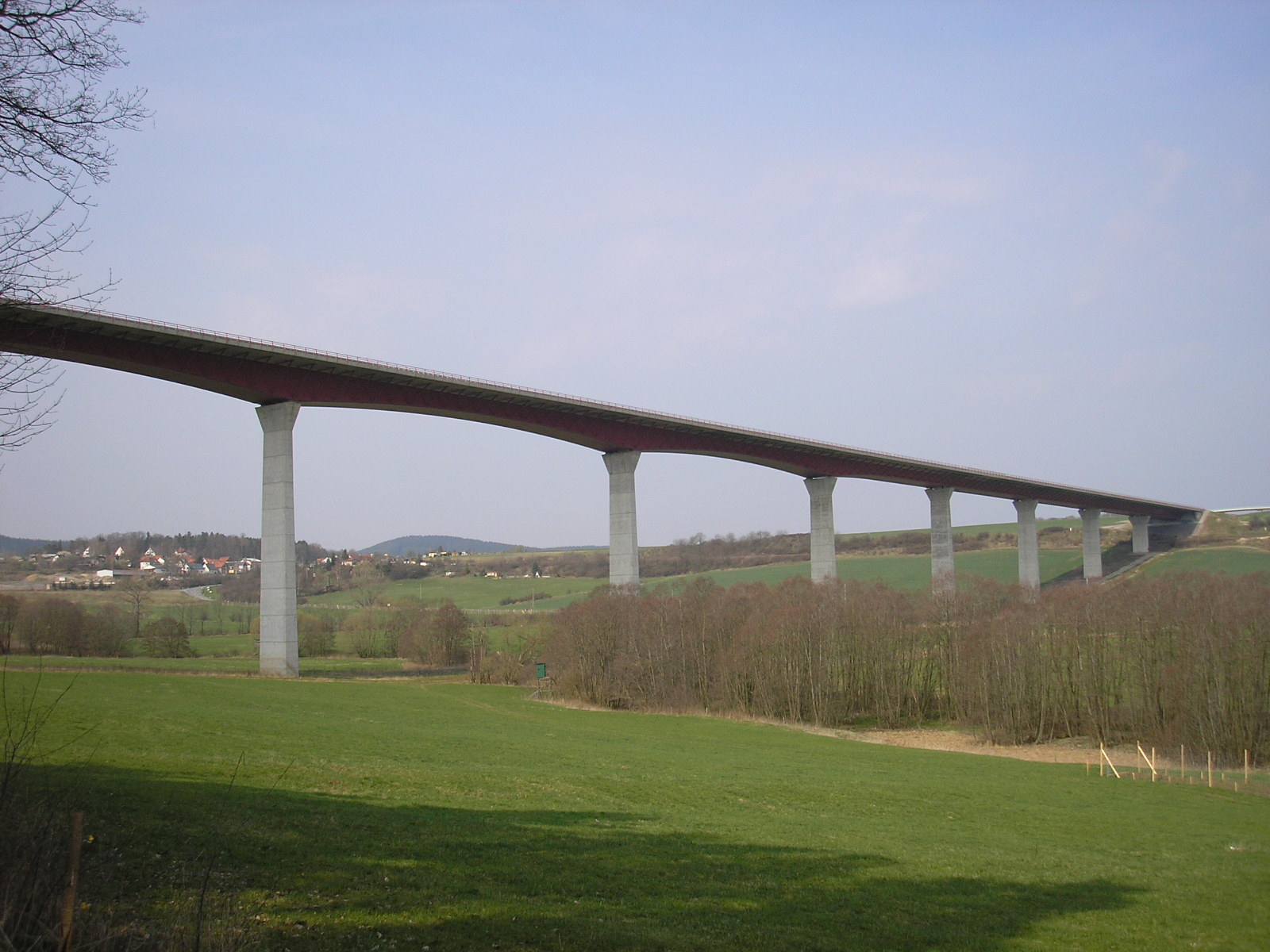
De Bundesautobahn 72 bij Reichenbach

Het landschap in het Vogtland is heuvel- tot bergachtig met bergen tot 1.000 meter hoogte. De hoogste berg is de Schneehübel met 974 meter hoogte. Aan het Vogtland grenzen het Frankenwald, het Ertsgebergte, het Thüringer leisteengebergte en het Fichtelgebergte.

### Belangrijke steden
- Plauen, Saksen
- Reichenbach im Vogtland, Saksen
- Auerbach, Saksen
- Greiz, Thüringen
- Hof, Beieren
- Cheb, Tsjechië